# رودولف اسوک
رودولف اسوک (کرواتی: Rudolf Cvek; ۱۷ اکتبر ۱۹۴۶ – ۲۷ نوامبر ۲۰۰۵) بازیکن فوتبال اهل یوگسلاوی بود.
از باشگاه‌هایی که در آن بازی کرده‌است می‌توان به باشگاه فوتبال دینامو زاگرب و باشگاه فوتبال واراژدین (۲۰۱۵–۱۹۳۱) اشاره کرد.
وی همچنین در تیم ملی فوتبال یوگسلاوی بازی کرده‌است.